# Madarász Emil
Madarász Emil, született Vogel Emil (Nagyszentmiklós, 1884. november 12. – Budapest, 1962. február 18.) költő, író, újságíró.

## Életútja
Tanítóképzőt végzett, majd a főváros egyik magániskolájában tanított. A Népszava közölte első verseit a 20. század elején. 1908-ban belépett az MSZDP-be, majd 1918-tól tagja volt a gödöllői Katonatanácsnak. 1919-ben a KMP tagja lett, majd a Tanácsköztársaság alatt harcolt a Vörös Hadseregben. A Vörös Katona c. lap politikai megbízottjaként dolgozott, a Tanácsköztársaság bukását követően pedig kivándorolt Bécsbe. 1923-ban a Szovjetunióba költözött, ahol 1946-ig élt. Itt a Sarló és Kalapács és az Új Hang c. lapok munkatársa volt. 1927-ben Moszkvában házasságot kötött Schönbrunn Irénnel. A második világháború alatt az Irodalmi Alapot vezette Alma Atában. Miután hazatért, az Új Szó, később pedig a Népszava munkatársa lett. Több szovjet regényt is lefordított magyarra.

## Fontosabb művei
- Város (novellák, versek, Bálint Aladárral, Bp., 1906)
- Versek 1905 – 1947 (Bp., 1949)
- Tabojdok (mese, Bp., 1951)
- Hatvan dollár (elbeszélés, Bp., 1951)
- Csihajda (legenda 1919-ből, Bp., 1953)
- Ötven év (válogatott költemények, Illés Béla bevezetésével, Bp., 1954)
- Tegnap és tegnapelőtt (Két poéma, Bp., 1955)
- Terülj kendő (verses mesék, Bp., 1955)
- A dohányszín-ruhás ember (elbeszélő költemény, Bp., 1956)
- Legendák (versek, Bp., 1957)
- Hűség (versek, Bp., 1958)
- A kék ház (regény, Bp., 1958)
- Az árulós (elbeszélő költemény, Bp., 1959)
- Huszonegy vörös rózsa (elbeszélő költemény, Bp. 1959)